# Echinopsis cinnabarina
Echinopsis cinnabarina är en kaktusväxtart som först beskrevs av William Jackson Hooker, och fick sitt nu gällande namn av Labour. Echinopsis cinnabarina ingår i släktet Echinopsis och familjen kaktusväxter. Inga underarter finns listade i Catalogue of Life.